# God’s Army V – Die Apokalypse
God's Army V – Die Apokalypse (Originaltitel The Prophecy: Forsaken) ist ein US-amerikanischer Horrorthriller von 2005 und stellt den fünften und letzten Teil der Reihe God’s Army dar. Er handelt von einem Krieg zwischen Engeln im Himmel und stellt die inhaltliche Fortsetzung seines im selben Jahr erschienenen Vorgängers God’s Army IV – Die Offenbarung dar. Die Handlung spielt in der rumänischen Hauptstadt Bukarest. Der Film wurde zeitgleich mit seinem Vorgänger gedreht, beide Teile erschienen unmittelbar auf DVD.

## Handlung
Die Allison, die ursprünglich aus Chicago stammt, wo sie kurz vor dem PhD stand, hat, seit sie in den Besitz des Lexikons gekommen ist, wie es ihr der Engel Simon aufgetragen hat, dieses an einem sicheren Ort versteckt. Sie wird in ihrer Wohnung von einem Attentäter namens Dylan überfallen, der sie mit einer Waffe bedroht und das Buch haben will. Er hat jedoch plötzlich Zweifel an seinem Auftrag, weil er merkt, dass irgendetwas Besonderes an Allison ist und sie nicht sterben soll. Sie erfährt von ihm, dass sein Auftraggeber ein Engel ist, der unter dem Decknamen Stark auftritt, bei dem es sich um einen Seraph, also einen der höchsten Engel, handelt. Aufgrund seiner Stellung in der Hierarchie des Himmels will er sich jedoch nicht selbst die Hände schmutzig machen, sondern setzt Handlanger ein.
Dylan und Allison werden von Engeln gestellt, bei denen es sich um Throne handelt, die ebenfalls sehr hoch in der Hierarchie stehen. Aus der Wohnung einer Prostituierten stiehlt Dylan Kleidung, eine Perücke sowie Parfüm, mit denen er Allison versieht, damit die Engel den Geruch ihres Bluts nicht so deutlich wahrnehmen können. Allison kann so an zwei Thronen vorbei gehen, ohne dass diese bemerken, wer sie ist und den Ort sicher verlassen. Dylan hingegen wird überwältigt und zu Stark gebracht, der ihn für seinen Verrat bestraft. Der Seraph war zudem in Allisons Wohnung, wo er in einem Versteck jedoch nur eine Reihe von Zeitschriften fand, die in den abgetrennten Buchdeckel des Lexikons gelegt wurden.
Allison flieht vor den Thronen zunächst zu jenem Landhaus, das zum Hoheitsgebiet von Luzifer gehört, dieser kann ihr aber nicht helfen und meint, das letzte Mal habe er sie nur unterstützt, weil es für seinen eigenen Interessen dienlich war. Auf der weiteren Flucht schafft sie es schließlich, ihren Verfolgern zu entkommen, indem sie sich einem Leichenzug für ein junges Mädchen, das auf einem außerhalb der Stadt gelegenen Friedhof begraben wird, anschließt. Die Engel können auf dem heiligen Grund Allison nichts antun. Stark gibt Dylan den Auftrag, dorthin zu gehen und Allison dazu zu bewegen, die dortige kleine Kirche und das Gelände zu verlassen, damit man sie ergreifen kann. Dylan möchte dies eigentlich nicht, macht sich dann aber auf den Weg, weil er auch nicht sterben will, weil er weiß, dass er dann in der Hölle landen wird.
Dylan macht, was ihm aufgetragen wird und Allison wird ergriffen. Sie wird zu Stark gebracht, von dem sie erfährt, dass er die letzte Seite des Lexikons haben will. Auf dieser wird der Name jenes Kinds genannt, welches einst der Auslöser für die Apokalypse sein will. Stark will das Kind töten, damit diese nicht eintritt. Allison verrät ihm jedoch nicht, wo sie die letzte Seite versteckt hat, der Engel hat offensichtlich nicht die Möglichkeit, sie zu zwingen, es ihm zu verraten.
Sie findet sich später in einem Park innerhalb der Stadt wieder und hält das, was geschehen ist, zunächst für einen Traum. Sie begegnet dort erneut Luzifer auf einer Bank sitzend und äußert, dass sie inzwischen im Zweifel darüber ist, auf welcher Seite sie selbst nun eigentlich steht. Durch Luzifer erfährt sie dann auch, warum Stark so daran interessiert ist, die Einleitung der Apokalypse zu verhindern: Nach der Vernichtung wird eine neue Welt geschaffen werden, in welcher dann die auserwählten guten Menschen zukünftig mit Gott zusammen leben – der Seraph wird von Missgunst auf die Menschen getrieben und will, dass alles so bleibt, wie es bislang war. Luzifer hingegen sieht der Apokalypse freudig entgegen, da er auf einen Schlag eine sehr große Zahl neuer Seelen in der Hölle empfangen kann. Im Park wird sie schließlich von einem Mann mit einem Messer angegriffen, kann diesen jedoch überwältigen, die ihr zugesetzte Stichwunde macht er überraschend wenig aus.
Allison begibt sich schließlich in ein verlassenes Haus, wo sie im dortigen Weinkeller die Reste des Buchs versteckt hat. Dort ist auf der letzten Seite zu lesen, dass der Name des Kindes Mykael Paun ist. Stark und Dylan sind ihr gefolgt und versuchen ihr, das Buch abzunehmen, auf dem Dach des Gebäudes gelingt es schließlich, sie zu stellen. Der Engel offenbart Allison, dass sie selbst ein Nephilim, das Kind eines Engels und einer menschlichen Frau ist.
Dylan, der eine automatische Waffe in den Händen hält, ist erneut dabei, die Seiten zu wechseln und richtet die Waffe auf den Engel. Dann entscheidet er sich, auf Allison zu schießen, die von den Kugeln getroffen nach unten stürzt. Mit ihr verteilen sich die vielen losen Blätter des Kodex' und Stark sieht voller Entsetzen, wie diese vom Wind in der Stadt verweht werden.
Als Allison auf dem Boden aufschlägt, bleibt sie aber aufgrund der Heilkräfte, die sie als Nephilim besitzt, am Leben und erblickt kurz Simon.
Ein kleiner Junge fängt eine der verwehten Seiten auf, es handelt sich um die gesuchte letzte Seite. Als seine Mutter ihn mit dem Namen Mykael ruft, lässt er diese wieder fallen und läuft zu ihr.

## Rezeption
Die Fernsehzeitschrift TV Today vergab einen drei drei Sternen und urteilte: „Unnötiger Nachklapp zum vierten Teil, wenig Action.“
Das katholische Portal Filmdienst urteilte, dass der fünfte Teil der Reihe „sich nur lose an die Vorgänger anlehnt. Schlichte Genre-Unterhaltung mit viel Leerlauf.“
Der Rezensent Thomas vergab auf der Seite handlemedown.de 4,5 von 10 Punkten. Der Film sei „nicht gerade sinnig“, mit Blick auf den unmittelbaren Vorgänger aber „die passable Fortsetzung einer passablen Fortsetzung.“ Durch das Budget seien „keine großen Sprünge“ machbar gewesen, „was den in Osteuropa produzierten Film relativ arm an überzeugenden Szenen belässt.“ Die „gediegene Atmosphäre“ sei dem vierten Teil der Reihe ebenbürtig, „allerdings agiert die Besetzung weniger stimmig.“ Die Leistung von Hauptdarstellerin Kati Wuhrer sei „eine solide“, Jason Lee Scott hingegen wirke „mitunter überfordert und deplaziert“. John Light hingegen biete die beste schauspielerische Leistung im Film. Spannung komme bei der Produktion allerdings nicht auf, die Handlung sei nicht sonderlich einfallsreich und das Ende früh durchschaubar, „genügt der Maßgabe anspruchsloser Fantasy-Unterhaltung aber durchweg.“ Von der Machart her sei es zudem ein „handwerklich solide[r] und mitunter gut fotografierte[r] Film“. Es gebe jedoch wenig Effekte und auch kaum Horror-Elemente. Das Fazit lautete: „‚Die Apokalypse‘ ist einen Deut schwächer als der Vorgänger, aber mit weniger als 80 Minuten Lauflänge immerhin kurzweilig genug, um nicht auf ganzer Linie zu scheitern.“